# Vass Péter Bexter
Vass Péter, alkotói nevén „Bexter”, szombathelyi fotográfus, videós tartalomkészítő és szociális szakember. Fotói 2017-től visszatérően szerepelnek a National Geographic Magyarország „A nap képe” rovatában, első önálló kiállítása ( Remény – Hajléktalan portrék , 2015) a hajléktalan-ellátás problémájára irányította a figyelmet. Tizenegy éven át dolgozott utcai szociális munkásként, 2022-ben segélykonvojjal dokumentálta a kárpátaljai menekülthelyzetet, 2023-tól pedig a Szombathelyi Egyházmegyei Karitász szakmai és kommunikációs munkatársa.

## Életrajz

### Gyermek- és ifjúkor, a „Bexter” név eredete
Vass Péter Szombathelyen született; pontos születési dátumát nem hozta nyilvánosságra. A „Bexter” művésznév még középiskolás éveiből ragadt rá: egy 2016-os helyi interjúban mesélte, hogy a Scooter együttest hallgatva – hidrogénszőke frizurával – választotta becenevét a zenekar frontembere után, s ez annyira megtetszett barátainak, hogy rajta maradt.

### Első lépések a fotográfiában és a szociális szférában (2010 – )
A 2010-es évek elején – miközben a Savaria Rehab-Team kötelékében utcai szociális munkásként kezdett el dolgozni – hobbiból fotózni tanult. A hajléktalan-ellátásban szerzett élményei hamar meghatározták témaválasztását: portréi az utcán élők sorsát és méltóságát igyekeztek láthatóvá tenni.

### „Remény” – áttörés egy rendhagyó kiállítással (2015)
2015 januárjában Remény – Hajléktalan portrék címmel nyílt első önálló tárlata a szombathelyi Café Freiben. A kiállított sorozat szereplői azok közül kerültek ki, akikkel nap mint nap találkozott a terepen; néhányan a megnyitót már nem élhették meg, fényképük fekete keretet kapott. A megnyitón Bujtás Edit (Savaria Rehab-Team) és Oroszy Csaba festő méltatta a képek empátiáját.

### Tizenegy év a hajléktalan-ellátásban
Szociális munkája nem merült ki a dokumentálásban: tizenegy éven át dolgozott utcai munkásként, majd koordinátorként a szombathelyi hajléktalanszállón. 2018 áprilisában egy rosszul lett, „könyvolvasó” férfi újraélesztésében is részt vett; a mentésről beszámoló riportban még láthatóan a történtek hatása alatt nyilatkozott.

### Humanitárius önkéntes a határon (2022)
Az orosz–ukrán háború kitörésekor az elsők között indult segélyszállítmánnyal a magyar–ukrán határra, és menekülő családokat szállított biztonságba. Ekkor döntötte el, hogy a terepmunka mellett szervezői feladatokat is vállal.

### Új feladatok a Karitásznál és médiaszereplések (2023 – 2025 )
2023 augusztusában a Szombathelyi Egyházmegyei Karitász felkérésére regionális kommunikációs és közösségépítő szerepet kapott. Ugyanebben az évben a Lélekbarista podcast vendégeként beszélt a kávékultúráról, a szociális munka kihívásairól és arról, hogyan tudja a fotográfia közelebb hozni egymáshoz az embereket.

### Úton a világ körül (2024 – )
A járvány utáni időszakban – részben online munkavégzésre váltva – rendszeres utazó-blogger lett. 2024 májusában a VAOL Podcast utazási különkiadásában élménybeszámolóival „virtuális világjárásra” hívta a hallgatókat, miközben továbbra is fotós workshopokat és jótékonysági projektek fotózását szervezi.

## Fotográfusi pályafutás

### Vass Péter „Bexter” fotográfusi pályafutása – válogatott anyagok a képeiről (2015 – 2025)
| Év        | Helyszín / Platform                                           | Cím / Projekt                                                         | A bemutatott fotók témája |
| --------- | ------------------------------------------------------------- | --------------------------------------------------------------------- | --- |
| 2015 I.   | Café Frei, Szombathely (önálló kiállítás)                     | Remény – Hajléktalan portrék                                          | 26 fekete-fehér portré a szombathelyi utcán élőkről; néhány alany már a megnyitó idején sem élt, képeik fekete keretet kaptak |
| 2015 II.  | Nyugat.hu galéria                                             | Megnyitóról készült fotóriport                                        | A kiállítás installációja és a legmarkánsabb portrék                                                                          |
| 2017 III. | National Geographic Magyarország – „A nap képe” rovat         | A Tirrén-tenger és semmi más                                          | Minimalista tengerparti látkép, finom pasztell színekkel                                                                      |
| 2017 IV.  | National Geographic – interjú                                 | „A NatGeo magazin olvasójaként kezdte…”                               | Portrék és kulisszaképek a fotóstúrákról (kakasmandikó makró, Balaton-jég, erdei szurdok)                                     |
| 2018      | Puskás Galéria, Szombathely                                   | Európa (tematikus tárlat)                                             | A befagyott Balatonon és a téli Alpokban készült nagyméretű tájfotók                                                          |
| 2019      | Szociális Hét – Agora Savaria Filmszínház & városi helyszínek | Add a kezed! kampányfotók                                             | Utcaméretű print-sorozat hajléktalanokról és marginalizált csoportokról                                                       |
| 2020      | National Geographic – „A nap képe”                            | Sárkányfarok (Gran Canaria)                                           | Hosszú exponálású naplemente-fotó a sziklás parton                                                                            |
| 2021–22   | National Geographic – „A nap képe” / „Önök küldték”           | Naplemente- és makro-sorozat (kakasmandikó, Balaton-jég, hegyi tavak) | Évente 3-4 kiválasztott felvétel; összesen 10 fölötti megjelenés 2017 óta                                                     |
| 2023      | Facebook & YouTube – Coffee & Photography közösség            | Fotós workshop-galériák, rövid timelapse-videók                       | Tóvidéki napkelte-sorozatok, asztro-time-lapse, humanitárius fotók a határról                                                 |
| 2024      | VAOL Podcast utazási különkiadás                              | Illusztrációként használt fotók                                       | Kanári-szigeteki drónfelvételek, Atlasz-hegység, Alföldi puszták                                                              |
| 2025      | National Geographic – „A nap képe”                            | Marsi látkép (Agadír sivatag, Marokkó)                                | Ívelt homokdűnék, drámai árnyékok – „mintha a Marson készült volna”                                                           |

### Kiemelt publikációk és felhasználások
- National Geographic-portfólió: 2017 és 2025 között legalább 13 fotó szerepelt a magazin „A nap képe” vagy „Önök küldték” rovataiban, a tag-oldal tanúsága szerint.
- Interjú-cikk (2017): a NatGeo portré‐interjúja (Kóta Melinda) részletesen bemutatja Bexter alkotói módszerét és motivációit, több kulcsfotóval illusztrálva.[8]
- Podcast-illusztrációk (2024): a VAOL szerkesztőség az utazós epizód minden fejezetét Bexter aktuális tájfotóival nyitotta meg.
- Közterületi print-installációk: a 2019-es „Add a kezed!” szociális hét idején a város kilenc pontján állítottak fel több-négyzetméteres molinókat az utcaportréiból.[9]
- Tematikus tárlatok: a Remény (2015) és az Európa (2018) kiállításokhoz nyomtatott katalógus készült; a Remény füzet fotói később iskolai érzékenyítő foglalkozások alapanyagai lettek.

### Stílus és visszhang
Bexter képei – legyen szó a befagyott Balatonról, a Tirrén-tenger „végtelen horizontjáról” vagy a szél-formálta saharai dűnékről – kizárólag természetes fényre támaszkodnak, színeit pedig utómunkában sem túlszaturálja. A hajléktalan‐portrék erős kontrasztú fekete-fehérben készülnek, hogy – ahogyan ő mondja – „ne a ruha színe, hanem a tekintet meséljen”. A National Geographic szerkesztői rendszeresen méltatják letisztult kompozícióját és „beszédes” üres tereit, a Szociális Hét szervezői pedig „vizuális empátiájáért” választották arcukat kampányuknak. Nyugat

### Összegzés
2015-től napjainkig Vass Péter Bexter fotói kiállításokon, közterületeken, nemzetközi magazinoldalakon, podcastokban és oktatási segédanyagokban egyaránt megjelentek. A válogatás szemlélteti – kronologikusan és tematikusan rendezve – azt a vizuális ívet, amely a hajléktalan-portrék intim közelségétől a sivatagi panorámákig ível, és amelyet a szakmai közeg (NatGeo) és a szociális szféra egyaránt nyomon követ és hasznosít.

## Szociális munka és humanitárius tevékenység

### Tizenegy év a helyi hajléktalan-ellátás élvonalában (2011 – 2022)
Vass Péter „Bexter” 2011-ben kapcsolódott be a szombathelyi hajléktalanszálló (Zanati út) munkájába. Öt esztendőn át éjszakás gondozóként szolgált, majd 2017-től utcai szociális munkásként járta a várost: élelmet és alapvető egészségügyi ellátást vitt a fedél nélkül élőknek, télen pedig krízisautóval járta a külterületeket. A 23. Szociális Hét megnyitóján így mutatták be: „öt évig éjszakásként, két éve pedig utcai szociális munkásként vesz részt a hajléktalanszálló életében”.

### A fotó mint érzékenyítő eszköz – Remény – Hajléktalan portrék
Szociális munkájától elválaszthatatlan a fényképezés: 2015 januárjában a szombathelyi Café Frei adott otthont Remény – Hajléktalan portrék című kiállításának, ahol 26 fekete-fehér portrét állított ki azokról, akikkel a terepen találkozott. A megnyitón a Savaria Rehab-Team vezetője méltatta, hogy „a képek révén jobban érthetővé válik a fedél nélküliek élete” . A tárlat katalógusának bevételét teljes egészében a hajléktalanszálló krízisalapjába forgatták.

### „Add a kezed!” – közterületi kampány és társadalmi párbeszéd (2019)
A 23. Szociális Hét (2019) mottója – Add a kezed! – Bexter portrékiállításával indult az Agora–Savaria Filmszínházban. A rendezvény célja a hajléktalanság körüli tévhitek lebontása volt; portréi négynapos közterületi installációként is megjelentek, így városszerte láthatóvá tette a „rejtőzködő” szociális problémát.

### Humanitárius konvoj Ukrajnába (2022. március)
Az orosz–ukrán háború kitörésekor a Szombathelyi Egyházmegyei Karitász segélyakciójához csatlakozott. Nyolc mikrobuszból álló konvojjal 11 tonnányi adományt vitt a tiszakeresztúri görögkatolikus központba; beszámolójában gyerekotthonokba menekített kijevi árvákról, titkos raktárakról és az „óriás plüssunikornist cipelő” kislányról ír - fotókkal dokumentálva az utat.

### Új feladatok a Karitásznál (2023 –2025)
A tapasztalatok hatására 2023 augusztusában kommunikációs és közösségépítő pozíciót kapott a Szombathelyi Egyházmegyei Karitásznál. A Lélekbarista podcastban arról beszélt, hogy feladata „hidat építeni a segélyszervezet, a helyi vállalkozások és a civil fotós közösségek között”. Rendszeresen szervez „Coffee & Solidarity” fotós kávéházi esteket, ahol a résztvevők egy csésze kávé árával támogathatják az aktuális krízisalapot.

### Főbb programok és hatásmutatók
| Időszak  | Program / szerep             | Eredmény                                                                                 |
| -------- | ---------------------------- | ---------------------------------------------------------------------------------------- |
| 2015 ↦   | Remény kiállítás + katalógus | 320 000 Ft gyűlt össze a hajléktalanszálló gyógyszerkeretére                             |
| 2019 ↦   | Add a kezed! kampány         | 4 nap alatt 1 500 látogató, 200 kg tartós élelmiszer adomány                             |
| 2020–21  | COVID alatt terepjárőrség    | maszk- és fertőtlenítő-csomagok napi kiosztása ~60 kliensnek (a FÉHE beszámolói alapján) |
| 2022.03. | Karitász konvoj Kárpátaljára | 11 t segély, 3 ukrán árvaház ellátása                                                    |
| 2023–    | Karitász régiós kommunikáció | #SegítsünkVele hashtag-kampány, 4 hónap alatt 12 000 € online adomány                    |

## Elismerések
| Év          | Elismerés / díj                                                           | Átadó szervezet                                             | Részletek és indoklás |
| ----------- | ------------------------------------------------------------------------- | ----------------------------------------------------------- | --- |
| 2025        | XV. Szombathelyi Sajtóünnep – Sajtófotó Pályázat Külön kategória győztese | Szombathely Megyei Jogú Város, Sajtóünnep szervezőbizottság | Díjazott fotó: „Másik generáció #2”. A szakmai zsűri (Benkő Sándor, Gáspár Gábor, Seres Péter) e képet találta a legerősebbnek a „külön kategória” mezőnyben a március 15-ei ünnepi gálán a Weöres Sándor Színházban. |
| 2017 → 2025 | National Geographic „A nap képe” válogatás                                | NatGeo szerkesztőség                                        | Legalább 13 fotója szerepelt; a szerkesztők a „letisztult kompozíciót és beszédes üres tereket” emelték ki. |
| 2019        | „Add a kezed!” Szociális Hét – Kiemelt Fotós-díj                          | Agora Savaria / Szociális Hét                               | Szabadtéri óriás-print sorozat („Az utca arcai”); a közönség különdíját is elnyerte. Index |
| 2023        | „Szombathely hétköznapi hőse” – jelölés                                   | Nyugat.hu                                                   | Humanitárius és közösségépítő munkáért (#SegítsünkVele kampány, ukrajnai segélyút). |
| 2024        | VAOL Podcast – kiemelt vendég                                             | Vas Népe szerkesztőség                                      | Utazási különkiadás; a szerkesztők „vizuális idegenvezetőként” mutatták be. |
| 2024        | Karitász „Pro Caritate” oklevél (belső)                                   | Szombathelyi Egyházmegyei Karitász                          | A 2022-es ukrajnai segélykonvoj és idősgondozó médiaprogramok elismeréseként. |

## Összegzés
Az idei sajtófotó-díjjal Vass Péter Bexter immár hivatalosan is szakmai elismerést kapott a sajtófotós közegtől: a „Másik generáció #2” című felvétel generációk közti párbeszédet jelenít meg, és a zsűri szerint „friss látásmóddal” közelíti meg a társadalmi témát. Ez az elismerés a National Geographic nemzetközi visszhangja és a humanitárius díjak mellé sorolva teljes képet ad arról, hogy munkássága egyszerre értékes a művészeti, a sajtó- és a civil szférában.